# 布拉省

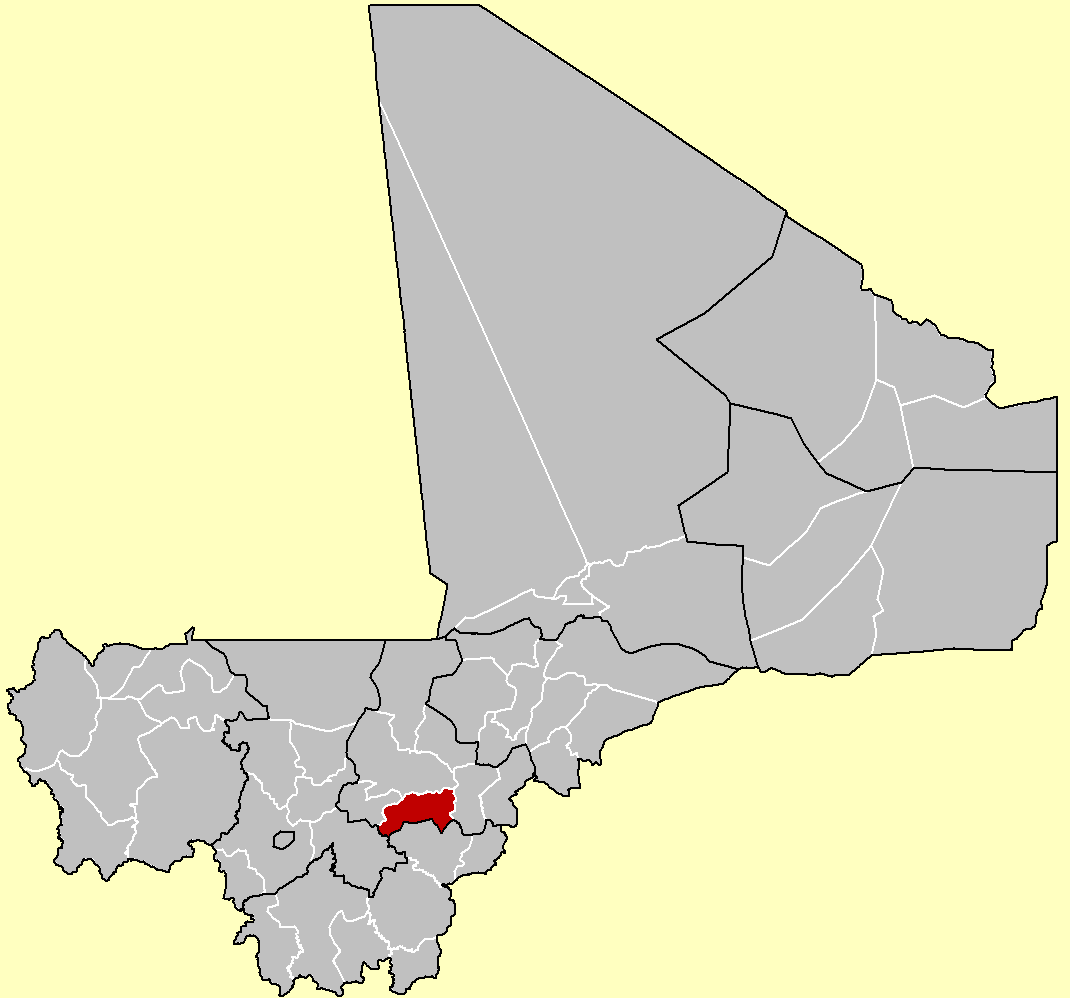

布拉省（法語：Cercle de Bla），是馬里的省份，位於該國中部，由塞古區負責管轄，首府設於布拉，面積6,200平方公里，2009年人口283,663，該省人口密度每平方公里46人。